# João Palhinha
João Maria Lobo Alves Palhares Costa Palhinha Gonçalves (phát âm tiếng Bồ Đào Nha: [ʒoˈɐ̃w̃ paˈʎiɲɐ], sinh ngày 9 tháng 7 năm 1995) là một cầu thủ bóng đá chuyên nghiệp người Bồ Đào Nha hiện đang thi đấu ở vị trí tiền vệ phòng ngự cho câu lạc bộ Premier League Tottenham Hotspur dưới dạng cho mượn từ câu lạc bộ Bundesliga Bayern München và đội tuyển bóng đá quốc gia Bồ Đào Nha.

## Sự nghiệp câu lạc bộ

### Sporting CP

#### 2012–2015: Sự nghiệp ban đầu
Palhinha sinh ra ở Lisboa và gia nhập đội trẻ của Sporting CP, Sporting CP B, vào năm 2012 ở tuổi 17. Anh chơi trận đầu tiên cho Sporting CP B khi vào sân thay người muộn cho đồng đội Iuri Medeiros trong chiến thắng 3−2 trên sân nhà trước Portimonense ở Segunda Liga vào ngày 3 tháng 2 năm 2014. Đó là một trong hai lần ra sân của anh trong mùa giải này. Palhinha ghi bàn thắng đầu tiên cho đội trẻ Sporting vào ngày 4 tháng 4 năm 2015 khi thực hiện một cú đánh đầu để giúp Sporting CP B giành chiến thắng 3-1 trên sân nhà trước Leixões.

#### 2015–2020: Cho mượn tại các câu lạc bộ khác nhau
Từ tháng 7 năm 2015 đến tháng 1 năm 2017, anh được hai câu lạc bộ Primeira Liga, lần lượt là Moreirense và Belenenses, cho mượn. Anh chơi 22 phút trong trận ra mắt Primeira Liga cùng với Moreirense trong trận thua 0−2 trên sân nhà trước Arouca. Anh ghi bàn lần đầu tiên tại Primeira Liga trong trận hòa 1−1 trong chuyến làm khác của Belenenses trước Vitória de Guimarães và đồng thời chơi trọn vẹn trận này.
Sau khi quay trở lại sân vận động José Alvalade, Palhinha có trận ra mắt cho đội một trong trận hòa 2−2 trước Marítimo vào ngày 21 tháng 1 năm 2017. Anh ghi bàn thắng đầu tiên cho đội vào ngày 12 tháng 10 năm 2017 trong trận chiến thắng 4–2 trên sân khách trước Oleiros tại Taça de Portugal.
Palhinha chơi cho Braga tại hai mùa giải tiếp theo dưới dạng cho mượn. Anh  xuất hiện trong 76 trận đấu trong thời gian thi đấu của mình và giúp Braga cán đích ở vị trí thứ ba trong mùa giải 2019–20. Anh ghi một bàn thắng đáng chú ý vào lưới Benfica để giúp Braga giành chiến thắng đầu tiên trước Benfica kể từ 65 năm.

#### 2020–2022: Đột phá và ra đi
Sau khi bắt đầu tự mình tập luyện cho mùa giải 2020–21 giữa các cuộc đàm phán với Al Nassr và CSKA Moskva, Palhinha cuối cùng đã được tái hòa nhập vào đội hình chính của Sporting và đã giúp Sporting giành vô địch Primeira Liga. Vì vậy, anh có mặt trên Đội hình xuất sắc nhất của Primeira Liga cùng với 5 đồng đội của mình.
Dưới sự dẫn dắt của huấn luyện viên Rúben Amorim vào mùa giải 2021–22, Palhinha bắt đầu phải đối mặt với sự cạnh tranh gay gắt từ Manuel Ugarte. Anh đã chơi 95 trận chính thức trong thời gian thi đấu của mình và ghi bảy bàn thắng cho câu lạc bộ.

### Fulham
Vào ngày 4 tháng 7 năm 2022, Palhinha ký hợp đồng 5 năm với Fulham với giá 20 triệu bảng. Anh chơi toàn bộ trận ra mắt của mình tại Premier League vào ngày 6 tháng 8 trong trận hòa 2–2 trên sân nhà trước Liverpool. Anh ghi bàn thắng đầu tiên cho Fulham 14 ngày sau đó với một cú đánh đầu và giúp đội chủ nhà đánh bại Brentford với tỷ số 3–2. Anh giành giải thưởng Cầu thủ xuất sắc nhất mùa giải của đội với 68% số phiếu bầu, kém á quân Bernd Leno 17%. Bên cạnh đó, anh cũng dẫn đầu tất cả các cầu thủ về số lần tắc bóng với tổng số là 147.
Vào ngày 26 tháng 8 năm 2023, Palhinha ghi bàn gỡ hòa muộn trong trận hòa 2–2 trên chuyến làm khách trước Arsenal. Vào ngày cuối cùng của kỳ chuyển nhượng mùa hè, anh đã hoàn tất kiểm tra y tế ở Đức để thực hiện vụ chuyển nhượng đến Bayern Munich với trị giá 71 triệu đô la Mỹ. Tuy nhiên, thương vụ này đã đổ bể do Fulham không tìm được người thay thế trước khi thị trường chuyển nhượng mùa hè đóng cửa. Vào ngày 14 tháng 9, anh đồng ý ký hợp đồng mới có thời hạn đến năm 2028 kèm theo tùy chọn gia hạn thêm một năm. Anh lại là cầu thủ có nhiều pha tắc bóng nhất trong mùa giải với 154 pha.

### Bayern Munich
Vào ngày 11 tháng 7 năm 2024, Palhinha gia nhập Bayern Munich tại Bundesliga theo hợp đồng 4 năm với 51 triệu euro và 5 triệu euro tiền phụ phí. Anh chơi trận ra mắt chính thức cho câu lạc bộ vào ngày 16 tháng 8 khi vào sân thay người trong chiến thắng 4–0 trước SSV Ulm ở vòng một DFB-Pokal.
Palhinha đã vô địch Bundesliga ngay trong mùa giải đầu tiên. Tuy nhiên, anh thường xuyên phải ngồi ngoài do vấn đề thể lực và cũng phải đối mặt với sự cạnh tranh gay gắt từ Leon Goretzka, Joshua Kimmich và Aleksandar Pavlović.

#### Cho mượn tại Tottenham Hotspur
Vào ngày 3 tháng 8 năm 2025, Palhinha gia nhập Tottenham Hotspur tại Premier League theo dạng cho mượn một mùa giải với tùy chọn mua đứt hợp đồng trị giá 30 triệu euro.

## Sự nghiệp quốc tế
Palhinha từng đại diện cho Bồ Đào Nha ở các cấp độ lứa tuổi U-18, U-19 và U-20. Anh đã tham gia Giải vô địch U-19 châu Âu 2014 và cùng đội kết thúc chung cuộc ở vị trí á quân.
Vào tháng 3 năm 2021, Palhinha lần đầu tiên được triệu tập vào đội hình chính thức của đội tuyển quốc gia Bồ Đào Nha cho các trận gặp Azerbaijan, Luxembourg và Serbia tại vòng loại FIFA World Cup 2022. Anh ra mắt trong chiến thắng 1–0 trước Azerbaijan ở Torino khi ra sân thay cho Rúben Neves. Anh ghi bàn thắng đầu tiên trong chiến thắng 3–1 trên chuyến làm khách trước Luxembourg tại vòng loại World Cup 2022.
Palhinha có mặt trong đội hình tham dự UEFA Euro 2020. Anh ra sân trong trận hòa 2–2 với Pháp ở vòng bảng và trong trận thua Bỉ với tỷ số 1–0 ở vòng 16 đội. Vào tháng 11 năm 2022, anh có tên trong đội hình chung cuộc tham dự vòng chung kết World Cup tại Qatar, chơi cả ba trận vòng bảng cho đến khi từ giã ở vòng tứ kết.
Palhinha cũng có mặt trong đội hình 26 người cho UEFA Euro 2024. Sau khi không góp mặt trong trận mở màn của Bồ Đào Nha gặp Cộng hòa Séc, anh đá chính trong chiến thắng 3–0 trước Thổ Nhĩ Kỳ trước khi được thay ra bởi Neves trong hiệp một. Anh đã ra sân thêm ba lần cho đến khi Bồ Đào Nha từ giã ở vòng tứ kết.
Vào tháng 5 năm 2025, Palhinha được triệu tập vào vòng chung kết UEFA Nations League. Anh đã chơi hai phút cho nhà vô địch khi vào sân thay người vào phút cuối trong trận thắng 2–1 trước chủ nhà Đức ở vòng bán kết.

## Thống kê sự nghiệp

### Câu lạc bộ
Tính đến 24 tháng 6 năm 2025
| Câu lạc bộ               | Mùa giải            | Giải vô địch        | Giải vô địch | Giải vô địch | Cúp quốc gia | Cúp quốc gia | Cúp Liên đoàn | Cúp Liên đoàn | Châu lục | Châu lục | Khác | Khác | Tổng cộng | Tổng cộng |
| Câu lạc bộ               | Mùa giải            | Hạng đấu            | Trận         | Bàn          | Trận         | Bàn          | Trận          | Bàn           | Trận     | Bàn      | Trận | Bàn  | Trận      | Bàn       |
| ------------------------ | ------------------- | ------------------- | ------------ | ------------ | ------------ | ------------ | ------------- | ------------- | -------- | -------- | ---- | ---- | --------- | --------- |
| Sporting CP B            | 2013–14             | Segunda Liga        | 2            | 0            | —            | —            | —             | —             | —        | —        | —    | —    | 2         | 0         |
| Sporting CP B            | 2014–15             | Segunda Liga        | 17           | 1            | —            | —            | —             | —             | —        | —        | —    | —    | 17        | 1         |
| Sporting CP B            | 2016–17             | LigaPro             | 1            | 0            | —            | —            | —             | —             | —        | —        | —    | —    | 1         | 0         |
| Sporting CP B            | 2017–18             | LigaPro             | 1            | 0            | —            | —            | —             | —             | —        | —        | —    | —    | 1         | 0         |
| Sporting CP B            | Tổng cộng           | Tổng cộng           | 21           | 1            | —            | —            | —             | —             | —        | —        | —    | —    | 21        | 1         |
| Sporting CP              | 2016–17             | Primeira Liga       | 11           | 0            | 0            | 0            | 0             | 0             | 0        | 0        | —    | —    | 11        | 0         |
| Sporting CP              | 2017–18             | Primeira Liga       | 2            | 0            | 2            | 2            | 0             | 0             | 3        | 0        | —    | —    | 7         | 2         |
| Sporting CP              | 2020–21             | Primeira Liga       | 32           | 1            | 3            | 1            | 3             | 0             | 0        | 0        | —    | —    | 38        | 2         |
| Sporting CP              | 2021–22             | Primeira Liga       | 27           | 3            | 2            | 0            | 3             | 0             | 6        | 0        | 1    | 0    | 39        | 3         |
| Sporting CP              | Tổng cộng           | Tổng cộng           | 72           | 4            | 7            | 3            | 6             | 0             | 9        | 0        | 1    | 0    | 95        | 7         |
| Moreirense (mượn)        | 2015–16             | Primeira Liga       | 29           | 0            | 0            | 0            | 0             | 0             | —        | —        | —    | —    | 29        | 0         |
| Belenenses (loan)        | 2016–17             | Primeira Liga       | 13           | 1            | 1            | 0            | 4             | 0             | —        | —        | —    | —    | 18        | 1         |
| Braga (mượn)             | 2018–19             | Primeira Liga       | 23           | 2            | 6            | 0            | 3             | 0             | —        | —        | —    | —    | 32        | 2         |
| Braga (mượn)             | 2019–20             | Primeira Liga       | 27           | 2            | 2            | 0            | 4             | 1             | 11       | 1        | —    | —    | 44        | 4         |
| Braga (mượn)             | Tổng cộng           | Tổng cộng           | 50           | 4            | 8            | 0            | 7             | 1             | 11       | 1        | —    | —    | 76        | 6         |
| Fulham                   | 2022–23             | Premier League      | 35           | 3            | 5            | 1            | 0             | 0             | —        | —        | —    | —    | 40        | 4         |
| Fulham                   | 2023–24             | Premier League      | 33           | 4            | 1            | 0            | 5             | 0             | —        | —        | —    | —    | 39        | 4         |
| Fulham                   | Tổng cộng           | Tổng cộng           | 68           | 7            | 6            | 1            | 5             | 0             | —        | —        | —    | —    | 79        | 8         |
| Bayern Munich            | 2024–25             | Bundesliga          | 17           | 0            | 2            | 0            | —             | —             | 5        | 0        | 1    | 0    | 25        | 0         |
| Tottenham Hotspur (mượn) | 2025–26             | Premier League      | 0            | 0            | 0            | 0            | 0             | 0             | 0        | 0        | 0    | 0    | 0         | 0         |
| Tổng cộng sự nghiệp      | Tổng cộng sự nghiệp | Tổng cộng sự nghiệp | 270          | 17           | 24           | 4            | 22            | 1             | 25       | 1        | 2    | 0    | 343       | 23        |

1. ↑  Bao gồm Taça de Portugal, FA Cup và DFB-Pokal
2. ↑  Bao gồm Taça da Liga
3. ↑  Ra sân hai lần tại UEFA Champions League, ra sân một lần tại UEFA Europa League
4. 1 2  Ra sân tại UEFA Champions League
5. ↑  Ra sân tại Supertaça Cândido de Oliveira
6. ↑  Ra sân tại UEFA Europa League
7. ↑  Ra sân tại FIFA Club World Cup

### Quốc tế
Tính đến 4 tháng 6 năm 2025
| Đội tuyển quốc gia | Năm       | Trận | Bàn |
| ------------------ | --------- | ---- | --- |
| Bồ Đào Nha         | 2021      | 12   | 2   |
| Bồ Đào Nha         | 2022      | 6    | 0   |
| Bồ Đào Nha         | 2023      | 6    | 0   |
| Bồ Đào Nha         | 2024      | 9    | 0   |
| Bồ Đào Nha         | 2025      | 1    | 0   |
| Tổng cộng          | Tổng cộng | 34   | 2   |

Tỷ số và kết quả liệt kê bàn thắng của Bồ Đào Nha được để trước, cột tỷ số cho biết tỷ số sau mỗi bàn thắng của Palhinha.
| # | Ngày                 | Địa điểm                                                    | Trận | Đối thủ    | Bàn thắng | Kết quả | Giải đấu                      |
| - | -------------------- | ----------------------------------------------------------- | ---- | ---------- | --------- | ------- | ----------------------------- |
| 1 | 30 tháng 3 năm 2021  | Sân vận động Josy Barthel, Thành phố Luxembourg, Luxembourg | 3    | Luxembourg | 3–1       | 3–1     | Vòng loại FIFA World Cup 2022 |
| 2 | 12 tháng 10 năm 2021 | Sân vận động Algarve, Loulé/Faro, Bồ Đào Nha                | 10   | Luxembourg | 4–0       | 5–0     | Vòng loại FIFA World Cup 2022 |

## Danh hiệu

### Câu lạc bộ
Braga
- Taça da Liga: 2019–20

Sporting CP
- Primeira Liga: 2020–21
- Taça da Liga: 2020–21, 2021–22
- Supertaça Cândido de Oliveira: 2021

Bayern Munich
- Bundesliga: 2024–25

### Đội tuyển quốc gia
Bồ Đào Nha
- UEFA Nations League: 2024–25

### Cá nhân
- Đội hình tiêu biểu nhất năm Primeira Liga: 2020–21
- Cầu thủ Fulham xuất sắc nhất mùa giải: 2022–23